# Rémy Orban
Joseph Albert Célestin Rémy Orban (Herve 9 april 1880 - onbekend),  was een  roeier uit België en was lid van de Club Nautique de Gand. Hij nam deel aan de Olympische Spelen en won hierbij een zilveren medaille.

## Loopbaan
Orban begon zijn roeicarrière bij Sport Nautique de la Meuse de Liège. Op de Tussenliggende Spelen van 1906 nam hij samen met zijn broer Max deel aan de twee met stuurman. Op de mijl haalde hij de zilveren medaille.
Orban werd als onderdeel van de acht met stuurman van de Club Nautique de Gand een keer Europees kampioen. Hij nam deel aan de Olympische Spelen van 1908 in Londen als onderdeel van de acht met stuurman van zijn club. Hij behaalde een zilveren medaille. Hij won ook twee keer de Grand Challenge Cup op de Henley Royal Regatta als roeier van de gemengde Gentse acht.

## Palmares

### twee met stuurman
- 1906:  Tussenliggende Spelen in Athene - 1 mijl
- 1906: 5e Tussenliggende Spelen in Athene - 1 km

### acht
- 1906:  BK
- 1906:  EK in Pallanza
- 1908:  OS in Londen